# Jean Prouvé
Jean Prouvé (8. april 1901 i Paris – 23. marts 1984 i Nancy) var en fransk smed, designer og arkitekt.

## Tidlige år
Jean Prouvé var født ind i en kreativ familie. Hans far Victor Prouvé var maler og en del af Art Nouveau-bevægelsen
Hans mor Marie Duhamel var pianist. Hans drøm om, at læse til ingeniør blev knust, ved 1. verdenskrigs udbrud, der ramte
hans familie hårdt økonomisk.
I stedet blev han i 1916 sat i lære hos en af hans fars venner kunstsmeden Émile Robert i Enghien udenfor Paris.
Senere stod han i lære hos en anden kunstsmed ungareren Adalbert Szabo. I 1924 åbnede han sit eget
smedeværksted i Nancy. Samme år blev han gift med Madeleine Schott. I begyndelsen lavede han mest støbejerns lamper, jerngelændere og porte og han var meget påvirket af Art Noveau. Kort tid efter udviklede han imidlertid sin stil mere i retning af modernismen

## Gennembrud
Hans gennembrud kom i 1927, da han fik en bestilling fra arkitekten Robbert Mallet-Stevens på et indgangsparti til en villa i
Paris. Mallet-Stevens var en af de førende franske arkitekter indenfor den moderne bygningskunst og kontakten til ham, betød at Prouvé kom i kontakt med kredsen omkring Le Corbusier.

## Ekspansion
Efterhånden voksede hans virksomhed, således havde han i slutningen af 1920'erne 30 ansatte. Og i 1931 blev han nødt til at
flytte produktionen til større lokaler. Samtidig omstrukturerede han firmaet til et aktieselskab under navnet: Societé
Anonyme Les Ateliers Jean Prouvé.
Ligeledes i 1931 dannede han sammen med Mallet-Stevens, Charlotte Perriand, Le Corbusier, Pierre Jeanneret, Marcel Lods, Eugène Beaudoin og Tony Garnier en sammenslutning af kunstnere og arkitekter, som de kaldte Union des Artistes Moderne (UAM).

## Værker
- 1927 indgangsparti i Villa Reifenberg i Paris
- 1931 Møbler til Cité Universitaire i Nancy
- 1934 Hans standardstol
- 1935-36 Aero Club Roland Garros i Buc
- 1935-39 Maison du Peuple i Clichy
- 1936 Skolepult
- 1937 Havemøbler til UAM pavillionen
- 1939 Kaserne elementer som samlesæt
- 1939-47 Nødboliger til krigsflygtninge
- 1948-51 Meridian sal til Observatoriet i Paris
- 1949 Geuridon-bordet
- 1949-52 Standardhus i Meudon
- 1949 Tropehus i Niamey og Brazzaville
- 1950 Skole i Vantoux
- 1950-51 Grand Palais i Lilles udstillingsområde
- 1950-52 Tagkonstruktion til Mames trykkerivirksonhed i Tours
- 1950-52 Skalhusene i Meudon
- 1951-52 Auditorie stol til Université d'Aix-Marseille i Aix-en-Provence
- 1953 Kompasbordet
- 1953-54 "Residence Prouvé" i Nancy
- 1953-54 Facade på beboelsesejendom på Square Mozart i Paris
- 1954 Pavillion på udstillingen i forbindelse med 100-året for aluminiumet i Paris
- 1954 "Antony"-stolen til universitetet i Antony
- 1955-56 Hus til Abbé Pierre i Paris
- 1956 Pumpehus i Évian-les-Bains
- 1957 Midlertidig skolebygning i Villejuif
- 1961-62 Feriehus i Beauvallon
- 1962 Gauthierhus i Saint-Dié
- 1967 Ungdomscenter i Ermont
- 1967-69 Nobeltårnet i La Défense
- 1967-70 Rammekonstruktion til Grenobles udstillingsområde